# Roy Rana
Roy Rana (Wolverhampton, 8 dicembre 1968) è un allenatore di pallacanestro canadese.

## Carriera
Ha guidato il Canada ai Campionati americani del 2017.